# 不連續的定量電信號
自然界所產生的量化類比連續性電信號經過電路運算將連續性電信號轉換為信号的状态是（“0”或“1”）的狀態。此“0”或“1”的信號經由電路所組成並運算的信號即稱為不連續的定量電信號。